# Савет старијих
Савет старијих, познат и као Савет древних (фр. Conseil des Anciens), био је горњи дом француског парламента током владавине Директоријума, тј. законодавни орган Француске републике од 22. августа 1795. до 9. новембра 1799. године.

## Историја
Уставом из 1795. године законодавна власт предата је у руке два савета: Савета старијих и Савета пет стотина. Савет пет стотина чинили су чланови старији од 30 година. Савет старијих чинило је 250 чланова старијих од четрдесет година. Трећина чланова мењала се на годишњем нивоу. Савет пет стотина предлагао је законе које је Савет старијих разматрао и касније евентуално усвајао. Такође, Савет пет стотина састављао је листу са које је Савет старијих бирао петорицу директора који су чинили француски Директоријум. Од председника Савета старијих, неколико њих је касније бирано за директоре (нпр. Лаверељер-Лепо, Ребел, Роже-Дико).